# Smetanovy sady (Prostějov)
Smetanovy sady jsou nejstarším parkem v Prostějově. Od roku 1892 do roku 1935 nesly název Jungmannovy. Byly budovány postupně v severním úseku pevnostního obvodu města před hradbami na místě dřívějšího vodního příkopu. V roce 1823 byly na valech městských hradeb vysazeny akáty. Stromový park iniciovalo město po stržení části hradeb a zarovnání valu. Park projektoval Josef Ošťádal s Josefem Šehou. V sadech se nachází obelisk věnovaný zakladateli sadů Janu Spaniemu od kameníka Jana Heindricha. Původně stál na západní straně a poté byl přenesen více na východ. Jeho původní místo obsadila socha Bedřicha Smetany z roku 1935 jejímž autorem byl Josef Tříska. Pozoruhodností je i Bludný kámen z finské žily přivezený ze Slezska roku 1895. Uprostřed sadů se nachází dřevěný altán. V 30. letech 20. století započala výstavba kina Metra 70, která změnila celkový vzhled místa. Roku 2014 prošel park rekonstrukcí během níž byla vybudována studna.

## Obelisk Jana Spanie

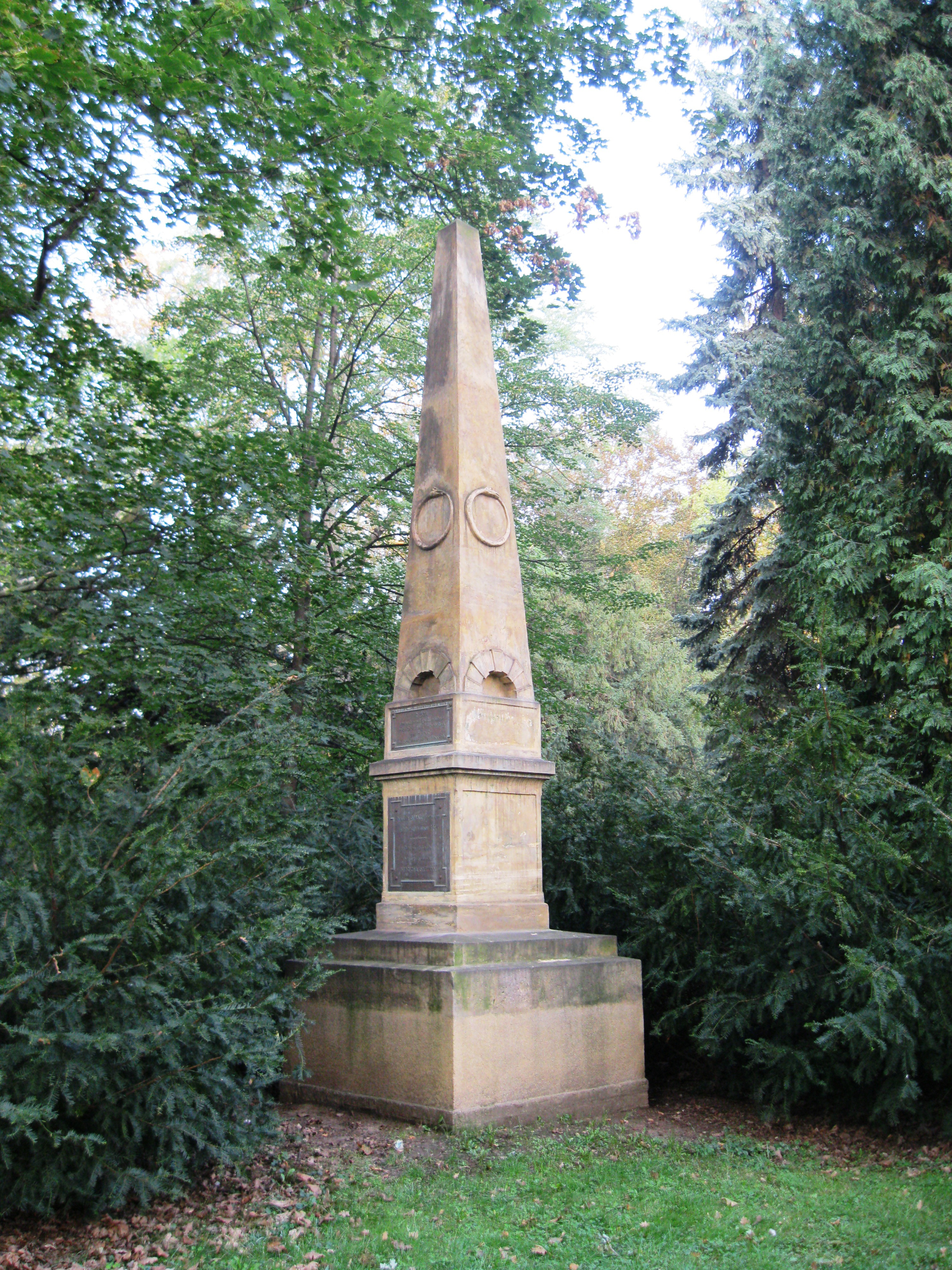
obelisk Jana Spanie

Pískovcový monument byl postaven roku 1825 na počest zakladatele sadů syndika Jana Spanie. Nachází se na něm dvě bronzové pamětní desky poskytující základní informace o sadech. Ondřej Prikryl píše ve své knize: „Pod hradbou mezi Šerhovou ulicí a mezi fortnou byl val značně širší – byl rozvezen a na širokou promenádu upraven – a vějířově se skláněl k silnici u fortničky. V tomto vějíři stál jehlancovitý obelisk na památku upravovatele této části, syndika Jana Spanie, který r. 1825 promenádu onu zakládal.“